# Pizarra
Pizarra is een gemeente in de Spaanse provincie Málaga in de regio Andalusië met een oppervlakte van 64 km². In 2007 telde Pizarra 8129 inwoners. Het treinstation van Pizarra is gelegen aan de spoorlijn Málaga - Álora.

## Demografische ontwikkeling
Bron: INE; 1857-2011: volkstellingen